# Jonah Lomu Rugby
Jonah Lomu Rugby is een computerspel dat werd ontwikkeld door Rage Games en uitgebracht door Codemasters.
Het spel kwam in 1997 uit voor de Sega Saturn. Een jaar later volde een release voor de Sony PlayStation en DOS.
Het rugbyspel is gebaseerd op het wereldkampioenschap in Zuid-Afrika. Het spel is gelicentieerd door Jonah Lomu, de speler van het toernooi. Het spel kan gespeeld worden in drie modi, namelijk: complete wereldkampioenschap, round-robin league of knockout-beker. Het spel bevat 32 teams.

## Ontvangst
| Beoordeeld door      | Platform    | Datum          | Score |
| -------------------- | ----------- | -------------- | ----- |
| Absolute Playstation | PlayStation | april 1997     | 90%   |
| Joypad               | SEGA Saturn | oktober 1997   | 89%   |
| Play Magazine        | PlayStation | 1997           | 86%   |
| NowGamer             | PlayStation | 31 maart 1997  | 86%   |
| Jeuxvideo.com        | PlayStation | 7 oktober 2010 | 85%   |
| Absolute Playstation | PlayStation | april 1997     | 85%   |
| PC Jeux              | DOS         | september 1997 | 83%   |